# François Chevalier de Saulx
François Chevalier de Saulx (né en 1643 et décédé le 27 octobre 1712 à Montpellier) est un prélat, évêque d'Alais.

## Biographie
Né à Latille (86) en 1643 au château de Sceaux, issu d'une ancienne famille noble du Poitou, docteur en théologie, diplômé de la Sorbonne en 1678